# Prorogacja budżetu
Prorogacja budżetu – uchwalenie budżetu, który obowiązywał w roku poprzednim na rok następny, czyli jest to przedłużenie ważności budżetu ubiegłorocznego. Umożliwi to finansowanie zadań budżetowych z początkiem roku budżetowego.
Rozwiązanie to jest krytykowane i nie nadaje się do systematycznego stosowania. Budżet z roku poprzedniego wykonywany będzie bowiem w innych warunkach ekonomicznych (np. zmienić się mogą stawki podatków lub ceny). Konsekwencją przyjęcia takiego rozwiązania będą znaczne odchylenia wykonania budżetu od jego planu.
Inne rozwiązania w wypadku nieuchwalenia budżetu na czas to:
1. prowizorium budżetowe,
2. możliwość wykonywania budżetu na okres kilku miesięcy na podstawie projektu przygotowanego przez organ administracji rządowej.